# Александар Івович
Александар Івович (24 лютого 1986) — чорногорський ватерполіст.
Учасник Олімпійських Ігор 2008, 2012 років.
Призер Чемпіонату світу з водних видів спорту 2013 року.
Переможець літньої Універсіади 2005 року.